# Ouest du Paraná
L'Ouest du Paraná est l'une des 10 mésorégions de l'État du Paraná. Elle regroupe 50 municipalités groupées en 3 microrégions.

## Données
La région compte 1 228 825 habitants pour 22 851 km².

## Microrégions
La mésorégion Ouest du Paraná est subdivisée en 3 microrégions:
- Cascavel
- Foz do Iguaçu
- Toledo